# Гордана Кукић
Гордана Кукић (Бистрица, 5. јуни 1959) српска је пјесникиња. Члан је Удружења књижевника Српске.

## Живот
Рођена 5. 6. 1959. године у Бистрици, Општина Приједор. Заступљена у уџбенику „Музичка култура“ за први и други разред основне школе у Републици Српској. Живи и ради у Бањој Луци.

## Награде
Добитница је прве награде за поезију „Истина о Србима“.

## Дјела
До сада је објавила:
- Трнокоп, збирка пјесама за одрасле, Арт-принт, Бања Лука (1997)
- Стихована азбука, збирка пјесама за дјецу, Завод за уџбенике и наставна средства Републике Српске, Српско Сарајево (2003)
- Да ли ко мари за ствари, збирка пјесама за дјецу, Завод за уџбенике и наставна средства Републике Српске, Српско Сарајево (2004)[2]
- Пресвлачење свица, збирка пјесама за одрасле, Бранково коло, Сремски Карловци (2007)[3]
- Азбука љубави, збирка пјесама за дјецу, Завод за уџбенике и наставна средства Републике Српске, Српско Сарајево (2008)[4]
- Поема о Вожду, Друштво за издавачку дјелатност „Извориште“, Приједор, 2013. Са илустрацијама Горана Горског. (Пјесничко-ликовна прича о Вожду Карађорђу и српском народу кроз Први српски устанак)